# 塔克城堡
塔克城堡是一座历史悠久的府邸，位于美国缅因州威斯卡西特。它现在属于新英格兰历史保护协会，在每年的1月1号-10月15号对外开放(周一与周二除外)。

## 历史
西拉斯里法官在1807年建造了这所具有摄政风格的府邸，当时威斯卡西特正处于其最繁华的时刻，而且也是波士顿最繁忙的一个港口。西拉斯里在1814年去世，再加上1807年禁运法案的经济影响，他的妻子不得不选择将这座府邸出售。 这所府邸辗转经手了很多人，直到1858年小理查德·塔克船长将其买下。塔克船长是一个威斯卡西特航运家族的子孙，他和他的妻子以及他刚出生的儿子在1858年11月时搬进了这座城堡。塔克一家翻新了室内的设计，而且还将城堡边上靠近利街（Lee Street）侧门改成了意大利式风格。1859年，他在屋子前方加了一个引人注目的两层门廊，正对着席普士考河.
这对夫妇在这里养育了五个儿女。塔克船长在城堡下面管理着许多企业，像是码头以及钢铁铸造厂。然而在19世纪80年代城堡的花费就远远地超出了他的收入。所以陌莉开始在夏天接受借宿者以缓解城堡的花费。她与她们最小的女儿简也选择了卖一些自己烘焙的烘焙食品、手绘的瓷器，并且还为本地的餐馆开始养育一些乳鸽，以此筹集紧缺的资金。
在塔克船长死后，简回到了这所府邸并全心全意的陪伴着陌莉。简一直保护着这座城堡直至1922年陌莉之死，她在1964年与世长辞。她的侄女简·斯坦登·塔克从加利福尼亚州搬到了威斯卡西特以保护这座城堡以及其中的所有物品，她对其中装束几乎没做改动。她们的贡献使得塔克城堡保留了19世纪晚期到20世纪早期的模样。

## 引用
1. 1 2 3 4  Paul Karr. . John Wiley & Sons. 20 August 2003: 94–  [24 July 2012]. ISBN 978-0-7645-5634-0. （原始内容存档于2013-12-12）.
2. ↑  Jessica H. Foy; Thomas J. Schlereth. . Univ. of Tennessee Press. 13 October 1994: 50–  [24 July 2012]. ISBN 978-0-87049-855-8.